# Macaranga rostrata
Macaranga rostrata är en törelväxtart som beskrevs av Hermann Heino Heine. Macaranga rostrata ingår i släktet Macaranga och familjen törelväxter. Inga underarter finns listade i Catalogue of Life.